# Wacław Hagemajer
Wacław Hagemejer, Wacław Hagemajer (ur. 11 lipca 1886 w Pepłówku, zm. 16 grudnia 1953 w Radomiu) – polski rzeźbiarz i pedagog.
W 1905 rozpoczął studia w warszawskiej Szkole Sztuk Pięknych, skąd w 1907 przeniósł się na Akademię Sztuk Pięknych w Krakowie, na Wydział Rzeźby, studiując u Konstantego Laszczki. W 1914 przerwał tam naukę i wstąpił do 4 kompanii IV baonu oddziału strzeleckiego 1 Brygady Legionów Polskich, przyjął pseudonim Scyzoryk. W 1915 awansował do stopnia sierżanta i został zaszeregowany do 3 kompanii II baonu 5 Pułku Piechoty. W 1916 ze względu na odniesioną ranę ręki, skutkującą inwalidztwem, został przeniesiony do rezerwy i powrócił na uczelnię, studiując do 1919 (dyplom obronił w 1925). Osiedlił się wówczas w Maczkach, gdzie podjął pracę nauczyciela w gimnazjum. W 1925 przeprowadził się do Jędrzejowa, otrzymując etat w tamtejszym Seminarium Nauczycielskim i uczył tam rysunku do 1936. Kolejny raz zmienił miejsce zamieszkania w 1936, gdy został nauczycielem w liceum w Radomiu, ucząc tam do 1952 (z przerwą w okresie okupacji niemieckiej). W 1945 był jednym z założycieli Towarzystwa Przyjaciół Sztuk Pięknych w Radomiu. Dorobek artystyczny Wacława Hagemajera obejmuje rzeźbę i malarstwo olejne. 
Wiele z dzieł tego artysty znajduje się w kolekcji Muzeum Sztuki Współczesnej w Radomiu, dwie płaskorzeźby w zbiorach Muzeum im. Przypkowskich w Jędrzejowie.